# Печика
Печика (рум. Pecica [ˈpet͡ʃʲ.ka], венг. Pécska) — город в западной части Румынии, в жудеце Арад.

## История
Первые письменные упоминания о городе относятся к 1335 году.

## География
Расположен к северу от реки Муреш, в 25 км от административного центра жудеца, города Арад. В состав города также входят населённые пункты Бодрогу-Векь, Седерхат и Турну.

## Население
Население города по данным переписи 2002 года составляет 13 024 человека. Румыны составляют 57,05 % населения; венгры — 32,57 %; цыгане — 8,38 %; украинцы — 0,36 %. Румынский язык считают родным 60,51 % населения; венгерский — 32,19 %.

## Галерея
- Римско-католическая церковь в Печика

## Города-побратимы
- Баттонья, Венгрия
- Волюве-Сен-Пьер, Бельгия